# San Pedro Yólox
San Pedro Yólox är en kommun i Mexiko.   Den ligger i delstaten Oaxaca, i den sydöstra delen av landet, 300 km sydost om huvudstaden Mexico City.
Följande samhällen finns i San Pedro Yólox:
- San Francisco la Reforma
- San Martín Buenavista
- Nuevo Rosario Temextitlán